# Viriville
Viriville är en kommun i departementet Isère i regionen Auvergne-Rhône-Alpes i sydöstra Frankrike. Kommunen ligger i kantonen Roybon som tillhör arrondissementet Grenoble. År 2022 hade Viriville 1 704 invånare.

## Befolkningsutveckling
Antalet invånare i kommunen Viriville
Referens:INSEE